# Стар ты стал
«Стар ты стал» (англ. You’re Getting Old) — эпизод 1507 (№ 216) сериала «Южный парк», премьера которого состоялась 8 июня 2011 года.

## Сюжет
Стэну Маршу исполнилось 10 лет, и друзья дарят ему новый альбом в стиле твин-вейв, который у него забирает мать и запрещает слушать эту музыку, потому что она напоминает «дерьмо». Рэнди так же пытается прослушать альбом, но даже услышав в ней «дерьмо», остаётся на стороне сына.
Ночью Стэн тайком прослушивает альбом и осознаёт, что ему самому эта музыка кажется дерьмом. На следующее утро он рассказывает об этом Кайлу. Брофловски отправляет его к врачу. Врач обнаруживает, что Стэну абсолютно всё кажется дерьмом, и приходит к выводу, что Стэн не «перешагнул черту», а стал 10-летним циником.
Рэнди начинает исполнять песни в стиле твин-вейв под псевдонимом Стими Рей Вон. На своих выступлениях Рэнди совмещает произнесение случайных звуков, игру на гитаре и метеоризм.
Кайл, Картман и Кенни притворяются больными, чтобы тайком пойти в кино без Стэна. Узнавший об этом Стэн напрашивается на то, чтобы пойти с ними. Но в кинотеатре содержимое абсолютно всех трейлеров кажется ему дерьмом. Возмущённые его недовольством друзья уходят. Картман заявляет, что больше не хочет проводить время со Стэном. Стэн настаивает, что мир изменился. Кайл говорит, что не замечает изменений и не хочет их замечать. Стэн понимает, что теперь и его друзья кажутся ему дерьмом, отчего уходит.
Рэнди выступает вместе с женщиной под псевдонимом Стими Никс, с которой познакомился в интернете. Шерон видит их и закатывает Рэнди скандал, который заканчивается тем, что они понимают, что они больше не счастливы вместе, и решают развестись. В это время 2 местных реднека крадут нижнее бельё Рэнди, спасая трусы от «концлагеря дерьма».
В конце серии показывается, что Стэн вместе с Шерон и Шелли переезжают в новый дом. Стэну всё кажется дерьмом, полиция конфискует бельё Рэнди из дома реднеков, а Кайл и Картман вместе играют в приставку.

## Пародии
- В эпизоде пародируются следующие фильмы (все новинки): фильм, реклама которого ничем не отличается от какашки в микроволновке, «Мой парень из зоопарка» (на момент выхода эпизода оставался ещё 41 день до премьеры); фильм с Адамом Сэндлером «Такие разные близнецы» (на момент выхода эпизода 195 дней до премьеры); фильм с Джимом Керри «Пингвины мистера Поппера» (на момент выхода эпизода 27 дней до премьеры); фильм «Люди Икс: Первый класс» (на момент выхода эпизода шли премьеры по миру).
- Псевдоним Рэнди пародирует Стиви Рэй Вона.
- Псевдоним Стими Никс - пародия на Стиви Никс, вокалистку группы Fleetwood Mac. В конце эпизода звучит их песня Landslide. Раньше Никс уже пародировали в эпизоде «У Усамы бен Ладена вонючие штаны», и раньше так же сделали акцент на её голосе, который похож на блеяние козла.
- На стене висит плакат с исполнителем, похожим на Tyler, the Creator из Odd Future.
- В начале серии Лиэн дарит своему сыну Эрику игру «Speed Zone», которая, скорее всего, является пародией на игры серии Need for Speed.

## Факты
- Ранее родители Стэна уже разводились в эпизоде «Домики для игр».
- Стэн праздновал свой день рождения в серии тринадцатого сезона «Китовые шлюхи». Но тогда не было сказано, сколько лет ему исполнилось.
- Фраза Шерон про Рэнди «сначала ты подсел на драки на бейсболе, потом ты играл в WarCraft, а после этого возомнил себя гениальным шеф-поваром» относится соответственно к эпизодам «Все ради поражения», «Занимайтесь любовью, а не Warcraft'ом» и «Крем-фреш».
- Хотя Джим Керри и канадец, но он нарисован как нормальный человек (без характерной «канадской» прыгающей головы).
- Мальчики играли в видео-игру L.A. Noire.
- На праздновании Дня Рождения Стэна можно увидеть Кенни без капюшона, что бывает в сериале довольно редко. Там же без своих привычных шапок сидят Крейг и Кайл.
- Когда мальчики стоят на остановке с плеерами iPod, можно заметить, что у Кенни в руках iPod Shuffle, в то время как у остальных похожи на iPod Touch, по цене в несколько раз дороже. Этот факт свидетельствует о бедности семьи Маккормиков.
- В течение всего эпизода Картман и Кайл не оскорбляют друг друга.
- На приёме у доктора, тот включает Стэну «старого доброго Боба Дилана». Звучит пародия на песню «The Times They Are a-Changin’».
- На 13:50 появляется инопланетянин, который тоже слушает выступление Рэнди. Он стоит позади всех посетителей, справа.